# Бойков, Иван Иванович
Иван Иванович Бойков (7 ноября 1900 — 12 ноября 1963) — советский военный деятель, генерал-лейтенант (13.09.1944).

## Биография
Родился 1900 году в станице Иловлинская, ныне поселок Иловля Иловлинского района в Волгоградской области в казачьей семье. Русский.
В РККА с октября 1918 года, участник Гражданской войны.
Член ВКП(б) с 1919 года.
После войны продолжил службу в РККА.
Великую Отечественную войну полковник Бойков встретил офицером Генерального штаба РККА. За успешное выполнение заданий Правительства в области оперативной и организационной работы Красной Армии — награждён орденом Красного Знамени.
В сентябре 1942 года полковник Бойков назначен начальником оперативного отдела штаба Донского фронта.
За разгром войск противника под Сталинградом награждён вторым орденом Красного Знамени.
23 ноября 1942 года Бойкову было присвоено звание генерал-майор.
15 февраля 1943 года на основании директивы Ставки ВГК от 5 февраля 1943 года Донской фронт преобразовывался в Центральный, а генерал-майор Байков становится начальником оперативного отдела его штаба.

…. начальник оперативного отдела генерал И. И. Бойков. Скромный, трудолюбивый, инициативный, он был правой рукой начальника штаба фронта. Вот и сейчас — кругом телефонные звонки, нетерпеливые вопросы и запросы, а он спокоен, как всегда.
— Четырежды Герой Советского Союза  Маршал Советского Союза  Жуков Г.К Воспоминания и размышления. Том 2. 3-е издание.   -  М.:  Издательство Агентства печати Новости , 1978. С.147.
За успешно проведенную операцию на Орловско-Курском направлении Бойков награждается орденом Отечественной войны I степени.
С февраля 1944 года и до конца войны — начальник оперативного управления штаба 1-го Белорусского фронта. В ходе стратегического наступления в Белоруссии войска фронта принимали участие в наступательных операциях в Белоруссии и восточных районах Польши, форсировали Вислу и захватили на её левом берегу магнушевский и пулавский плацдармы. В ходе наступления были освобождены Бобруйск, Люблин, Брест, Седлец. В августе — декабре 1944 года соединения фронта вели бои по удержанию и расширению плацдармов на левом берегу Вислы. В ходе зимнего наступления 1945 года войска фронта освободили Центральную Польшу, форсировали Одер и создали севернее и южнее Кюстрина плацдарм на западном берегу реки. В феврале — апреле 1945 года велись бои за удержание и расширение этого плацдарма, а также освобождение северных районов Польши. В ходе начавшегося наступления в середине апреля 1945 года соединения фронта вышли к Берлину и овладели столицей Германии. Фронт расформирован 10 июня 1945 года на основании директивы Ставки ВГК от 29 мая 1945 года. Его полевое управление реорганизовано в полевое управление Группы советских войск в Германии.
После окончания войны генерал-лейтенант Бойков возглавлял штаб Северокавказского военного округа, работал советником в Чехословакии, в Генштабе Вооружённых сил СССР. С февраля 1961 года в запасе.
Умер в 1963 году в Москве. Похоронен на Востряковском кладбище.   Его именем названа одна из улиц в посёлке Иловля.

## Награды
СССР
- орден Ленина (21.02.1945)
- четыре ордена Красного Знамени (21.05.1942, 28.04.1943, 03.11.1944, 20.06.1949)
- два ордена Кутузова I степени (06.04.1945[6], 29.05.1945)
- орден Суворова II степени[7] (23.08.1944)
- орден Отечественной войны I степени (27.08.1943)
  - Медали в.т.ч.:
  - «XX лет Рабоче-Крестьянской Красной Армии» (1938)
  - «За оборону Москвы»
  - «За оборону Сталинграда»
  - «За Победу над Германией в Великой Отечественной войне 1941—1945 гг.»
  - «За взятие Берлина»
  - «За освобождение Варшавы»

Других государств
- Кавалер рыцарского ордена «Виртути Милитари» (ПНР) (1945)
- Орден «Крест Грюнвальда» II степени ПНР, (1945)
- Медаль «За Варшаву 1939—1945» (ПНР, (1945)
- Медаль «За Одер, Нейсе, Балтику» (ПНР, (1945)